# فيليكس إيفز باتسون
فيليكس إيفز باتسون هو محامي وقاضي وسياسي أمريكي، ولد في 6 سبتمبر 1819 في مقاطعة ديكسون في الولايات المتحدة، وتوفي في 11 مارس 1871 في كلاركسفيل في الولايات المتحدة.